# Clonació

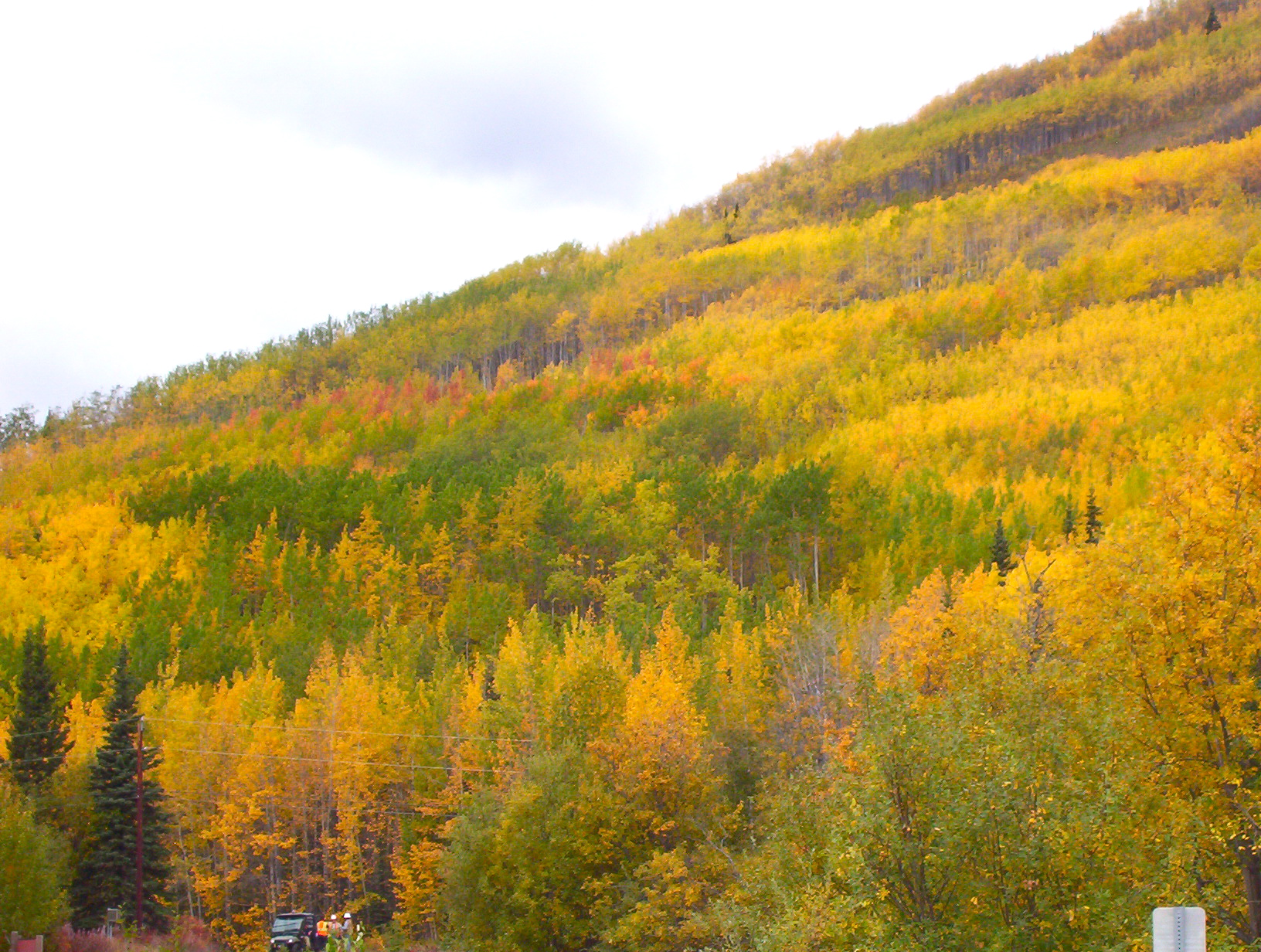
Molts organismes, inclosos els tremolls, es reprodueixen per clonació, sovint creant grans grups d'organismes amb el mateix ADN. L'exemple que podem veure a la imatge és de l'espècie Populus tremuloides.

Els clons o clonació és el procés de crear una còpia idèntica de l'organisme. El terme clonatge prové de κλών (klon), la paraula grega per dir branca, branqueta, en referència al procés mitjançant el qual es pot crear una nova planta a partir d'una branqueta. En biologia, es refereix col·lectivament als processos crear còpies de fragments d'ADN (clonació molecular), cèl·lules (clonació cel·lular) o organismes. El terme també cobreix els casos en què organismes com els bacteris, insectes o plantes es reprodueixen asexualment.
El primer mamífer clonat reeixit a partir de cèl·lules somàtiques fou l'ovella Dolly a l'Institut Roslin d'Escòcia l'any 1996. Amb tot, la tècnica comportà una sèrie de dubtes ètics sobre la utilització d'aquesta tècnica en persones.
El 14 d'abril del 2008 s'anuncià la clonació reeixida a Dubai d'un exemplar de dromedari mitjançant micromanipulació d'embrions, en paraules de la directora del Centre de Reproducció de Camells, Lulu Skidmore, "aquest gran avenç ofereix un mitjà per preservar en el futur la valuosa genètica dels nostres camells de carreres i productors de llet".

## Etimologia
Encunyat per Herbert J. Webber, el terme clon deriva de la paraula grega antiga κλών (klōn), branquilló, que és el procés pel qual es crea una nova planta a partir d'una branca. En botànica, es va utilitzar el terme lusus. En horticultura, la grafia clon es va utilitzar fins a principis del segle xx; la e final es va utilitzar per indicar que la vocal és una "o llarga" en lloc d'una "o curta". Des que el terme va entrar al lèxic popular en un context més general, s'ha passat a utilitzar de forma única l'ortografia clon.

## Procediment

### Clonació
Clonar una cèl·lula consisteix a formar un grup de cèl·lules a partir d'una sola. En el cas d'organismes unicel·lulars com bacteris i rents, aquest procés és molt senzill, i només requereix la inoculació dels productes adequats.
Tanmateix, en el cas de cultius de cèl·lules en organismes multicel·lulars, la clonació de les cèl·lules és una tasca difícil, ja que aquestes cèl·lules necessiten unes condicions del medi molt específiques.
Una tècnica útil de cultiu de teixits utilitzada per clonar diferents llinatges de cèl·lules és l'ús d'anells de clonació (cilindres).
D'acord amb aquesta tècnica, una agrupació de cèl·lules unicel·lulars que han estat exposades a un agent mutagènic o a un medicament utilitzat per propiciar la selecció es posa en una alta dilució per crear colònies aïllades; cadascuna prové d'una sola cèl·lula potencialment i clònica diferenciada.
En una primera etapa de creixement, quan les colònies tenen només unes poques cèl·lules, se submergeixen anells estèrils de poliestirè en greix, i es posen sobre una colònia individual juntament amb una petita quantitat de tripsina.
Les cèl·lules que es clonen es recullen dins de l'anell i es porten a un nou contenidor perquè continuïn llur creixement de manera natural.

### Clonació animal
La tècnica desenvolupada per Wilmut es basa en, a partir de teixits extrets d'un organisme adult, generar un organisme idèntic genèticament. Això es va fer en diversos passos:
1. Cultiu: s'extreuen cèl·lules de teixit d'una ovella adulta i es cultiven in vitro.
2. Enucleació: s'extreu el nucli cel·lular (on hi ha la immensa majoria del material genètic) de les cèl·lules i s'injecta en el citoplasma d'un òvul al que s'ha prèviament extret el seu nucli.
3. Desdiferenciació: Les cèl·lules adultes són cèl·lules "diferenciades", és a dir, s'han convertit en un tipus determinat de cèl·lula (epitelial, muscular, sanguínia...). Per poder usar material genètic del seu nucli per a generar un nou individu cal "desdiferenciar" aquest material genètic, fer-li "oblidar" que pertany a un tipus determinat de cèl·lula (epitelial, muscular, sanguínia...) perquè sigui capaç d'originar tots els tipus de cèl·lules d'un nou individu.[11] Aquest procés es fa amb combinacions de tractaments de substàncies químiques i xocs elèctrics.
4. Inoculació i creixement: s'inocula la cèl·lula-ou que conté el nucli desdiferenciat dins una ovella perquè es dugui a terme la gestació.

A causa d'una reprogramació epigenètica incompleta o aberrant, els animals clonats poden presentar problemes durant el part o poc després de néixer, entre ells anomalies placentàries, hipertensió pulmonar o problemes respiratoris.

### Clonació molecular
La clonació molecular es fa servir en una gran varietat d'experiments biològics i les aplicacions pràctiques van des de prendre les empremtes dactilars fins a produir proteïnes a gran escala.
En la pràctica, amb la finalitat d'amplificar qualsevol seqüència en un organisme viu, la seqüència a clonar ha d'estar vinculada a un origen de replicació, que és una seqüència d'ADN.
TransfeccióS'introdueix la seqüència formada dins de cèl·lules.
SeleccióFinalment se seleccionen les cèl·lules que han estat transfectades amb èxit amb el nou ADN.
Inicialment l'ADN d'interès cal que sigui aïllat d'un segment d'ADN de mida adequada. Posteriorment es dona el procés de lligament quan el fragment amplificat s'insereix en un vector de clonació: El vector es linealitza (ja que és circular), fent servir enzims de restricció i a continuació es coven en condicions adequades el fragment d'ADN d'interès i el vector amb l'enzim ADN-ligasa.
Després de la lligament del vector amb la inserció d'interès, es produeix la transfecció dins de les cèl·lules, per això les cèl·lules transfectades es conreen: aquest procés és el determinant, ja que és la part en la qual es veu si les cèl·lules han estat transfectades amb èxit o no.
Cal identificar per tant les cèl·lules transfectades i les no transfectades, hi ha vectors de clonació moderns que inclouen marcadors de resistència als antibiòtics amb què només les cèl·lules que han estat transfectades poden créixer. Hi ha uns altres vectors de clonació que proporcionen color blau o blanc. Així que la investigació de les colònies és necessària per confirmar que la clonació s'ha realitzat correctament.

## Clonació natural
La clonació natural és la producció de clons sense la implicació de tècniques d'enginyeria genètica. Pot ocórrer accidentalment en el cas de bessons idèntics, que es formen quan un òvul fecundat es divideix, creant dos o més embrions que porten ADN gairebé idèntic. També pot formar part de la reproducció asexual, que és un procés en què un organisme únic progenitor produeix descendència genèticament idèntica per si mateix.
La clonació és una forma natural de reproducció que ha permès que les formes de vida s'estenguin durant centenars de milions d'anys. És un mètode de reproducció utilitzat per plantes, fongs i bacteris, i també és la manera en què les colònies clonals es reprodueixen. Alguns exemples d'aquests organismes inclouen plantes de nabius, avellaner, els arbres Pando, el Gymnocladus dioicus, el Myrica, i el liquidàmbar

## Consideracions ètiques a la clonació

### Arguments a favor de la clonació humana terapèutica
L'augment de l'esperança de vida dels éssers humans ha provocat un notable augment de les malalties cròniques o degeneratives, com les malalties cardíaques, l'alzheimer o el càncer. El principal problema és que aquestes malalties afecten parts de l'organisme que, a causa d'un augment de la longevitat o el dany irreversible patit, el cos no es pot regenerar per si mateix. Una solució a aquestes malalties pot ser la clonació terapèutica, en ser una especialització del tractament amb cèl·lules mare. Quan un òrgan o teixit ha estat malmès cal regenerar-lo o fer un trasplantament, però els trasplantaments tenen diverses dificultats, com la dificultat per trobar donants, el possible rebuig immunitari o la impossibilitat de trasplantar certs teixits o òrgans.
Es creia que el clonatge terapèutic prometia grans possibilitats, però fins ara no hi ha hagut grans avenços en la medicina regenerativa amb base a la clonació terapèutica. És més, el 2007, el professor Ian Wilmut, l'investigador mèdic pioner en clonació animal i qui va crear a l'Ovella Dolly, va anunciar que havia abandonat la investigació destinada a produir cèl·lules mare embrionàries humanes mitjançant la clonació, és a dir, l'anomenada “clonació terapèutica”. El professor Wilmut, va dir que abandonava el clonatge terapèutic a favor a les cèl·lules pluripotents induïdes, iPS, argumentant que aquestes cèl·lules proporcionen els subministraments d'una àmplia gamma de cèl·lules compatibles amb els pacients sense els problemes ètics de la clonació i de la disgregació de cèl·lules mare embrionàries que destrueix els embrions.

### Punt de vista de l'Església catòlica
Després de la intervenció realitzada pels científics Ian Wilmut i Keith Campbell a la Ovella Dolly, la Pontifícia Acadèmia per a la Vida va publicar un document titulat Reflexions sobre la clonació. En aquest document es dona una condemna ferma de qualsevol experimentació amb éssers humans o amb les seves cèl·lules amb fins de clonació humana:
| «                                                                                    | El clonatge humà s'inclou al projecte de l'eugenisme i, per tant, està exposat a totes les observacions ètiques i jurídiques que l'han condemnat àmpliament. | » |
| — 'Pontificia Academia Pro Vita (1997): Reflexions sobre la clonació humana, cap. 3. | |   |

La condemna que l'Església catòlica fa de la clonació humana parteix del fet que aquesta tècnica científica manipula i exclou la creença catòlica de la relacionalitat i complementarietat pròpies de la procreació humana, instrumentalitzaria l'embrió i la dona que ha de portar l'individu clonat a l'úter i pervertiria les relacions fonamentals de la persona humana (les pròpies del parentiu) que des del punt de vista de la religió catòlica, són la base mateixa d'una societat saludable. Suggereix que la clonació podria portar una societat malalta.
Unit a tot això, el document indica que el clonatge humà implica que unes persones s'arroguen el dret de dominar-ne d'altres fins i tot programant la seva identitat biològica, una mena de tirania de la ciència que cap persona té el dret de fer.
Finalment, l'Església catòlica sosté la teoria que permetre el clonatge humà implicaria una violació dels principis fonamentals dels drets de l'home: la igualtat entre els éssers humans i la no-discriminació.